# Montourtier
 Montourtier ist eine Ortschaft und eine Commune déléguée in der französischen Gemeinde Montsûrs mit 331 Einwohnern (Stand 1. Januar 2022) im Département Mayenne in der Region Pays de la Loire.
Die Gemeinde Montourtier wurde am 1. Januar 2019 mit Deux-Évailles, Montsûrs-Saint-Céneré und Saint-Ouën-des-Vallons zur Commune nouvelle Montsûrs zusammengeschlossen. Sie hat seither den Status einer Commune déléguée. Die Gemeinde Montourtier gehörte zum Arrondissement Mayenne und zum Kanton Évron.

## Bevölkerungsentwicklung
| Jahr      | 1962 | 1968 | 1975 | 1982 | 1990 | 1999 | 2008 |
| Einwohner | 414  | 383  | 319  | 305  | 274  | 304  | 337  |

## Sehenswürdigkeiten
- Schloss Bourgon

## Persönlichkeiten
- Jean Lahougue (* 1945), Schriftsteller, lebt in Montourtier